# Reyssouze
Reyssouze är en kommun i departementet Ain i regionen Auvergne-Rhône-Alpes i östra Frankrike. Kommunen ligger  i kantonen Pont-de-Vaux som ligger i arrondissementet Bourg-en-Bresse. Kommunens areal är 9,54 km². År 2022 hade Reyssouze 1 003 invånare.

## Befolkningsutveckling
Antalet invånare i kommunen Reyssouze
Referens: INSEE